# Коноголезская национальная полиция
Конголезская национальная полиция (фр. Police nationale congolaise, PNC) — это национальная полиция Демократической Республики Конго. Национальная полиция состоит из 110 000—150 000 сотрудников и действует на уровне провинций, подчиняясь Министерству внутренних дел. Он известен в ДРК коррупцией, репрессиями против политических диссидентов и другими нарушениями прав человека. В настоящее время он проходит реформы. Строится полицейская академия.
Нынешним генеральным комиссаром полиции является Дьедонне Амули Бахигва, бывший офицер конголезской армии, который сменил Чарльза Бисенгиману в июле 2017 года.
Бывший комиссар полиции Киншасы генерал Селестин Каньяма был подвергнут санкциям со стороны Соединённых Штатов в 2016 году за его роль в подавлении граждан во время антиправительственных протестов с применением насилия. Он был отстранен от занимаемой должности в 2017 году.

## История
Законодательный акт «Декрет-закон № 002—2002 Об учреждении, организации и функционировании конголезской национальной полиции» от 26 января 2002 года устанавливает роль Национальной полиции (НПС) ДРК.
Начиная с 2014 года, около 150 полицейских, входящих в состав «Сформированного полицейского подразделения», были направлены в соседнюю Центральноафриканскую Республику в составе миротворческого контингента вместе с 850 военнослужащими Вооружённых сил ДРК
В феврале 2019 года Human rights watch обвинила конголезскую полицию во внесудебной казни десятков людей во время разгона банд в Киншасе.
В марте 2022 года первая леди Дениз Ньякеру Чисекеди посетила Конголезскую национальную полицию в Киншасе во время обучения. Они сотрудничали с полицией МООНСДРК в вопросах учёта гендерной проблематики в миротворческих операциях.

## Организация
- Управление общественной безопасности
- Управление общей информации
- Управление гражданской защиты
- Управление пограничной полиции
- Дирекция речных, озерных, морских и железнодорожных путей сообщения
- Научно-технический директорат
- Управление по борьбе с преступностью
- Директорат телекоммуникаций и новых технологий
- Управление по борьбе с экономическими и финансовыми преступлениями
- Управление по борьбе с наркотиками
- Судебная идентификация и Центральное картотечное управление
- Национальное центральное бюро / Интерпол
- Управление людских ресурсов
- Бюджетно-финансовое управление
- Управление материально-технического обеспечения
- Директорат исследований и планирования
- Департамент международного полицейского сотрудничества

## Звания
| Звание                         | Знак различия |
| ------------------------------ | ------------- |
| Дивизионный инспектор-шеф      |               |
| Дивизионный инспектор          |               |
| Дивизионный инспектор-адъютант |               |
| Главный инспектор              |               |
| Инспектор                      |               |
| Инспектор-адъютант             |               |
| Главный комиссар               |               |
| Комиссар                       |               |
| Комиссар-аъютант               |               |
| Главный су-комиссар            |               |
| Су-комиссар                    |               |
| Су-комиссар-адъютант           |               |
| Главный бригадир               |               |
| Бригадир                       |               |
| Бригадир-адъютант              |               |
| Главный агент                  |               |
| Агент                          |               |